# Henri Coutheillas
Henri Coutheillas, né le 16 décembre 1862 à Limoges et mort le 31 octobre 1927 à Paris, est un sculpteur français.

## Biographie

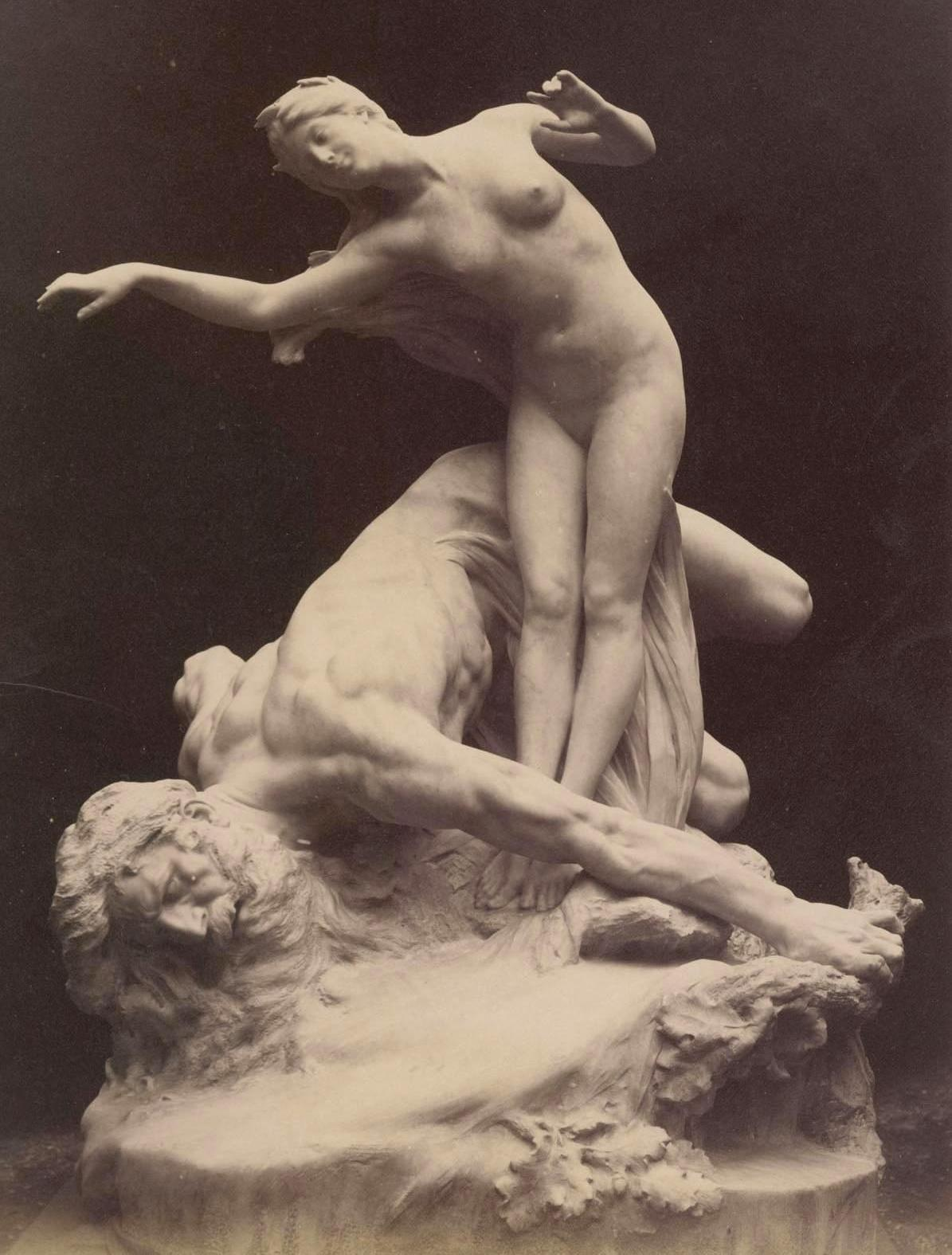
Le Chêne et le Roseau

Sculpteur limousin, Henri Coutheillas, naît à Limoges en 1862. Élève de l’École des Arts décoratifs de Limoges et de Paris, chevalier de Légion d’honneur, on lui doit la célèbre sculpture du Chêne et le Roseau désormais déposée à Saint-Junien, un Baiser à la Source installé dans le jardin de l'Élysée ainsi que le monument à la mémoire du docteur Guinard à l’Hôtel-Dieu à Paris.
En 1894, il obtient au Salon des artistes français une médaille de 3e classe pour une figure Chasseresse puis, en 1897, une médaille de 2e classe pour le groupe Le Chêne et le Roseau et, en 1900, une médaille de 1re classe pour le même groupe reproduit en marbre. 
Après la Grande Guerre, il s’est en quelque sorte spécialisé dans les monuments aux morts. Ses œuvres suivent alors toutes la même inspiration : une femme limousine, en vêtements traditionnels, est représentée seule, en général debout, l’air triste, la tête baissée. C’est la fille, la sœur, la veuve du soldat dont le nom est inscrit sur le monument. 
Plusieurs communes de Haute-Vienne ont choisi cette manière pacifiste de célébrer leurs nombreux disparus. Par exemple Bellac, Cieux, Châlus, Saint-Léonard-de-Noblat, Thouron. 
Confolens (Charente), Guéret (Creuse) et Tulle (Corrèze) sont trois villes où Coutheillas est intervenu en dehors de son département d’origine.
Il est également l’auteur du monument commémoratif de Pierre-André Latreille à Brive et du général Marbot, commande de l’État pour le musée du Louvre.
Il meurt le 31 octobre 1927 en son domicile dans le 15e arrondissement de Paris et est enterré à Limoges.

## Œuvres

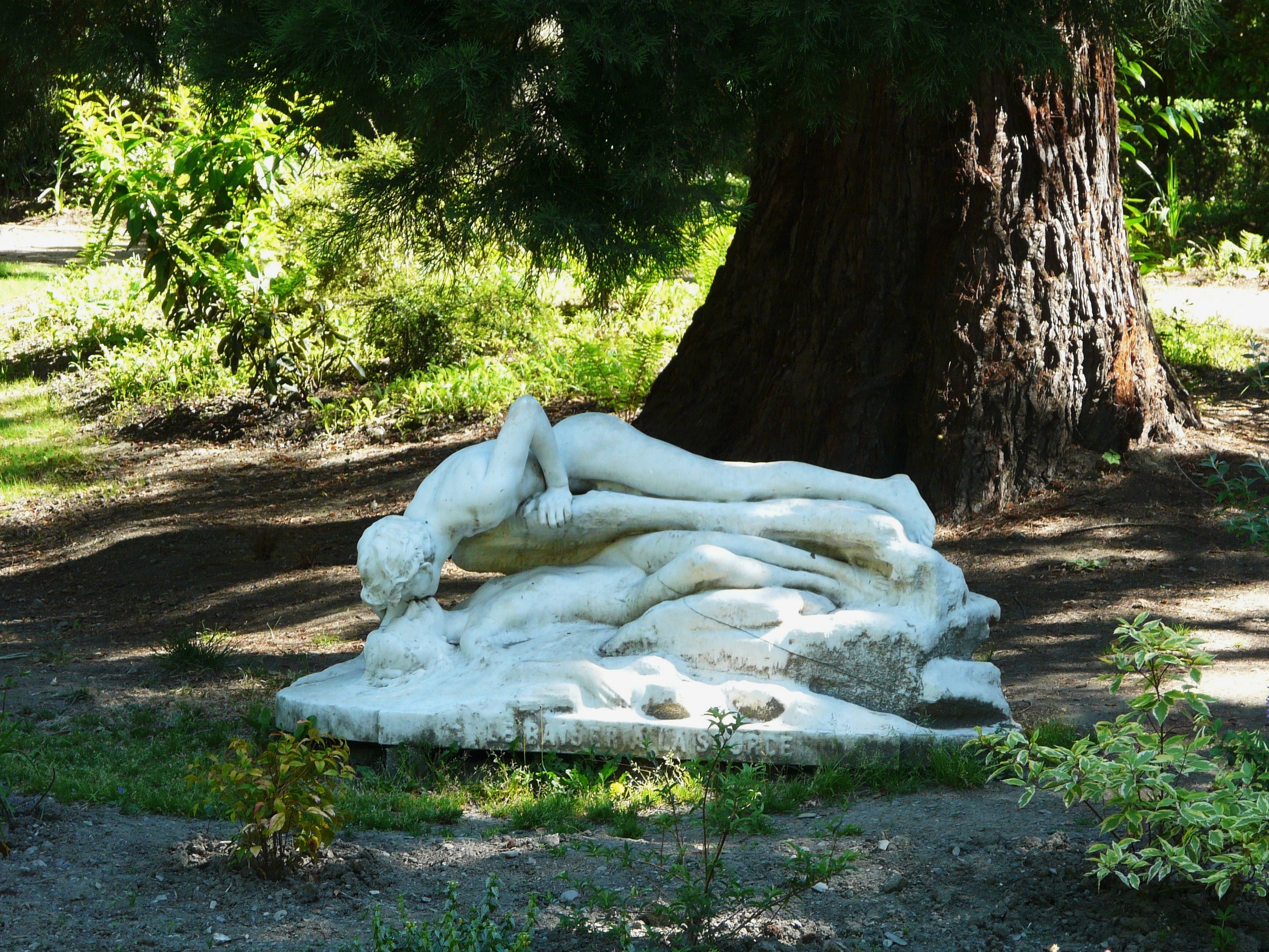
Le Baiser à la Source à Bagnères-de-Luchon.

- La sculpture du monument aux morts de Confolens (Charente).
- La sculpture du monument aux morts de Guéret (Creuse), d'inspiration pacifiste, il a été inauguré le 1er juillet 1923. Jean Lagrue en est l'architecte.
- La sculpture du monument aux morts de Châlus (Haute-Vienne), de type classico-pacifiste. Inauguré le dimanche 21 octobre 1923, Élie Berteau en est l'architecte.
- Monument aux morts de la commune du Dorat (Haute-Vienne).
- La sculpture du monument aux Morts de la Grande Guerre de Tulle (Corrèze), inauguré le 7 décembre 1924.
- La sculpture du Chêne et le Roseau à Saint-Junien en Haute-Vienne.
- Le Baiser à la Source installé dans les jardins du palais de l'Élysée à Paris.
- Le Baiser à la Source se trouve également dans le parc du casino de Bagnères-de-Luchon[4] depuis 1949.
- De nombreux monuments aux morts en Haute-Vienne dont ceux de Bellac et du Dorat.
- Le médaillon Corot du site Corot à Saint-Junien.

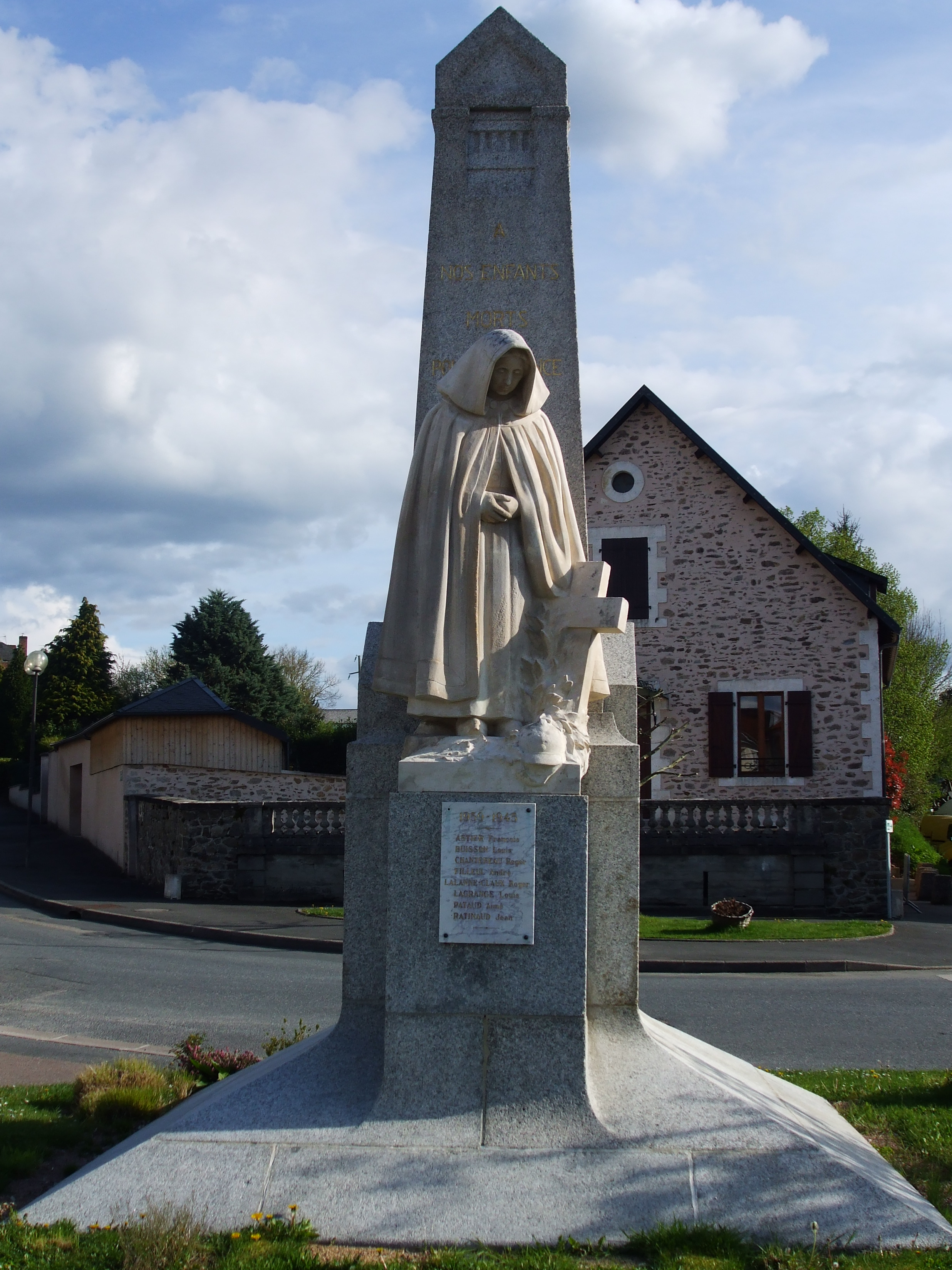
Monument aux morts de Châlus